# Edgar Miles Bronfman senior

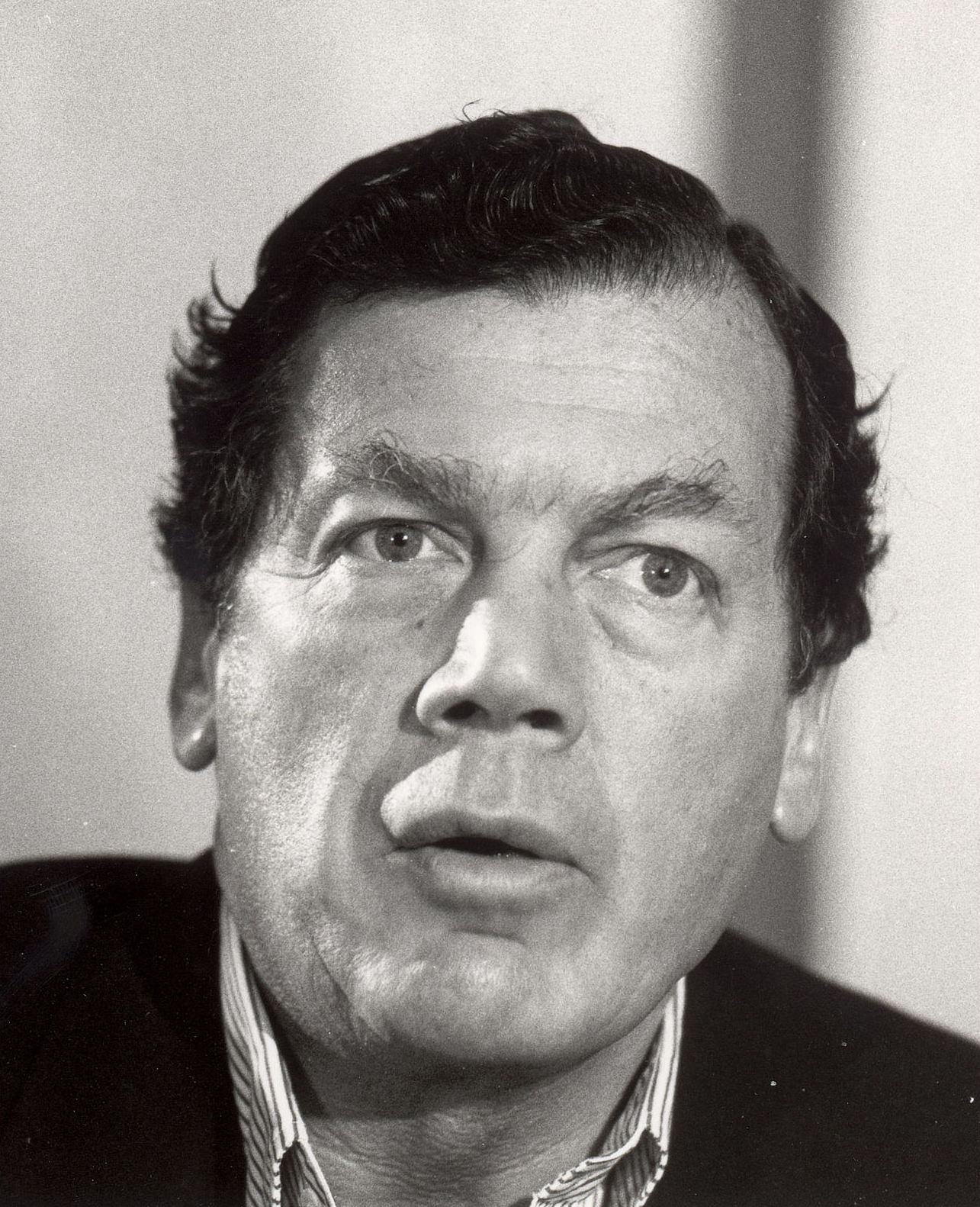
Edgar Bronfman (1989)

Edgar Miles Bronfman sen. (* 20. Juni 1929 in Montreal; † 21. Dezember 2013 in New York City) war ein US-amerikanischer Unternehmer kanadischer Herkunft. Von 1979 bis 2007 war er Präsident des Jüdischen Weltkongresses.

## Leben
Edgar Bronfman war eines von vier Kindern von Samuel und Saidye Bronfman. Am 10. Januar 1953 heiratete er Ann Loeb. Der 1973 geschiedenen Ehe entstammten fünf Kinder, darunter Edgar jun. Seit 1994 war er in fünfter Ehe verheiratet.
Im Anschluss an sein Studium der Geschichte an der McGill University in Montreal trat Bronfman 1951 in den von seinem Vater geleiteten, weltweit größten Spirituosenhersteller Seagram Company Ltd. ein. 1957 wurde er Leiter des Unternehmens in den USA; im Jahr 1959 wurde er US-Bürger. Nachdem Cemp Investments, das Unternehmen, das die Investitionen der Familie Bronfman verwaltete, im Jahr 1966 820.000 Anteile an Metro-Goldwyn-Mayer erworben hatte, übernahm Bronfman 1969 für kurze Zeit den Vorsitz der Filmproduktionsfirma. Nach dem Tod seines Vaters folgte er ihm 1971 als Präsident, Schatzmeister und Direktor von Seagrams Ltd. Bronfman entwickelte den in Israel sehr populären Likör Sabra.
Im Jahr 2010 betrug sein Privatvermögen laut Forbes 2,6 Mrd. US-Dollar.

## Wirken als Präsident des Jüdischen Weltkongresses
Edgar M. Bronfman löste seinen Vorgänger Philip Klutznick 1979 kommissarisch als Präsident des Jüdischen Weltkongresses ab, nachdem dieser zum Handelsminister der Carter-Administration ernannt wurde. 1981 wurde Bronfman offiziell als Präsident des Jüdischen Weltkongresses bestätigt. Zusammen mit Israel Singer baute er den WJC zu einer der bedeutendsten internationalen jüdischen Organisationen aus. In den 1980er Jahren bemühte sich der WJC unter Bronfmans Leitung darum, Juden die Ausreise aus der Sowjetunion zu ermöglichen.
In der Öffentlichkeit wurde der WJC bekannt, als er Verhandlungen um Entschädigungszahlungen für die Opfer des Holocaust bzw. deren Erben, vornehmlich von Schweizer Banken, anstieß, und durch die Beteiligung an der so genannten „Waldheim-Affäre“. In deren Verlauf wurde die Vergangenheit des österreichischen Präsidentschaftskandidaten Kurt Waldheim während des Zweiten Weltkrieges untersucht und sehr kontrovers diskutiert. Bronfman meinte während einer Exekutivtagung des WJC in Budapest, dass Waldheim „ein wesentlicher Teil der Tötungsmaschinerie der Nazis“ gewesen sei. Die später von der österreichischen Bundesregierung eingesetzte Historikerkommission kam zu dem Schluss, dass Waldheims „persönlicher Einfluß auf den Entscheidungsprozeß der obersten Führung (im Südosten) einerseits von seinen Widersachern etwas überbewertet worden ist und andererseits von seinen Verteidigern allzu sehr herabgemindert wurde“ und „seine allgemeinen Einblicke umfassend [waren]: sie bezogen sich nicht nur auf die taktischen, strategischen und administrativen Anordnungen, sondern schlossen in einigen Fällen auch die Handlungen und Maßnahmen ein, die im Widerspruch zum Kriegsrecht und den Grundsätzen der Menschlichkeit standen.“ Nicht zuletzt auf Antrag des WJC wurde Waldheim am 27. April 1987 in die „Watch List“ des US-Justizministeriums eingetragen, was unter anderem ein Einreiseverbot für Waldheim als Privatperson bis zu seinem Tode zur Folge hatte.
Neben seiner Tätigkeit als Präsident des WJC unterstützte Edgar Bronfman auch andere jüdische Organisationen. Politisch förderte er die Demokraten.

## Auszeichnungen

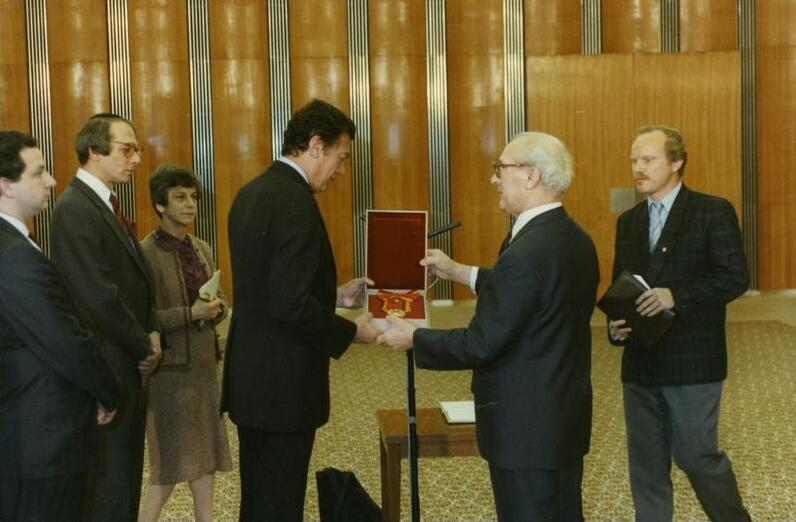
Erich Honecker verleiht Edgar Bronfman 1988 den Großen Stern der Völkerfreundschaft.

Am 17. Oktober 1988 wurde er mit dem Großen Stern der Völkerfreundschaft der DDR ausgezeichnet. Bronfman hatte vor der Verleihung große Gewissensbisse, die er später so beschrieb:

„Wir wussten, dass Honecker es nicht ehrlich meinte. Honecker war damals bestrebt, eine Annäherung zwischen der DDR und den USA zu erreichen. Doch zunächst wollte er auf Tuchfühlung gehen. Er lud nicht den US-Präsidenten ein, er lud uns ein, da er glaubte, wir würden ihm den Weg ins Weiße Haus ebnen. Honecker glaubte, die Juden hätten die Macht in den USA.“

Am 11. August 1999 erhielt Bronfman die Presidential Medal of Freedom, die höchste zivile Auszeichnung der USA. 2001 wählte man ihn in die American Academy of Arts and Sciences.